# Cinema d'Angola
El cinema d'Angola actualment pateix problemes financers al voltant del finançament de noves pel·lícules. A principis dels anys 2000, el govern d'Angola va ajudar a finançar un petit nombre de pel·lícules, no obstant això aquest programa es va aturar cap al final de la dècada. Durant aquest temps la pel·lícula O Herói fou filmada a Angola i va guanyar el Gran Premi del Jurat Mundial de Cinema Dramàtic en el Festival de Cinema de Sundance de 2005.

## Història

### Època colonial
L'inici de la producció a Angola tenia com a base l'atracció per l'exotisme dels paisatges, pobles i cultures locals, així com el registre del creixement i desenvolupament de l'Imperi Portuguès a Àfrica.
Les primeres sales de cinema a Angola foren construïdes en la dècada del 1930, i en la dècada del 1970 arribaren a haver-hi un total de 50 sales arreu del país. La primera pel·lícula registrada com a realitzada a Angola és O Caminho de Ferro de Benguela, realitzada per Artur Pereira el 1913. Fins a finals dels anys 1940, l'Agência Geral das Colónias i les "missões cinegráficas a Angola" van produir una sèrie de documentals com Exposição Provincial, Agrícola, Pecuária e Industrial (1923); Chipinica, Soba do Dilolo, Preparação do Café, Riquezas do Amboim, Angola Económica (1929) i el primer llargmetratge de ficció: O Feitiço do Império (1940), d'António Lopes Ribeiro.
Durant la dècada de 1950 i la dècada de 1960 cal destacar documentals com Ensino em Angola (1950) de Ricardo Malheiro, Angola em Marcha (1952) de Felipe de Solms, A Terra e os Povos (1954) d'António Sousa, la sèrie Actualidades de Angola (1957-1961) de João Silva, i O Romance do Luachimo (1968) de Baptista Rosa. Algunes de les entitats responsables del desenvolupament cinematogràfic foren el Serviço Cartográfico do Exército, o Centro de Informação e Turismo de Angola (CITA), a Telecine-Moro e a Cinangola Filmes.
El documental Angola, na Guerra e no Progresso (1971), del tinent Quirino Simões fou la primera pel·lícula en portuguès en format 70 mm. Va ser durant la Guerra Colonial Portuguesa que es regista el major nombre de produccions de ficció, principalment A Voz do Sangue (1965) d'Augusto Fraga, Capitão Singrid (1967) de Jean Leduc, Um Italiano em Angola (1968) d'Ettore Scola, Esplendor Selvagem (1972) d'António Sousa, Malteses, Burgueses e às Vezes… (1973) d'Artur Semedo o Enquanto há Guerra há Esperança (1974) d'Alberto Sordi. Simultàniament, des de finals dels anys 1960 els registres sobre la guerrilla anticolonial efectuats pel Departament d'Informació i Propaganda del MPLA i les pel·lícules Monangambê (1971), i Sambizanga (1972), de Sarah Maldoror, inspirats en obres de Luandino Vieira, anticipen un cinema d'intervenció que es consolidarà amb la independència del país.

### Des de la independència
Es produí un gran desenvolupament gràcies a la formació de nous quadres a la cooperativa de cinema Promocine i a la Televisão Pública de Angola (TPA), començant amb el registre de les condicions laborals dels treballadors i les activitats polítiques i militars com a Sou Angolano, Trabalho com Força (1975) i Uma Festa para Viver (1976) de Ruy Duarte de Carvalho, Resistência Popular em Benguela (1976) d'António Ole, A Luta Continua (1976) d'Asdrubal Rebelo, les "Actualidades" de Sousa e Costa i els registres d'equip "Angola - Ano Zero", formada pels germans Victor, Francisco i Carlos Henriques, de gran importància per l'inici d'una cinematografia angolesa.
Dins les estructures estatals foren creats l'Instituto Angolano de Cinema (IAC) i el Laboratório Nacional de Cinema (LNC) que, juntament amb la TPA eren els organismes responsables de la producció cinematogràfica. Així es van produir les pel·lícules Pamberi ne Zimbabwe (1981) de Carlos Henriques, Conceição Tchiambula (1982) d'António Ole, Nelisita (1982) de Ruy Duarte de Carvalho i Memória de um dia (1982) d'Orlando Fortunato. Durant els anys següents, a causa de la situació socioeconòmica derivada de la Guerra Civil angolesa, es produí una degradació de les infraestructures i desmotivació dels realitzadors, que es va traduir en una considerable disminució de la producció cinematogràfica. Les principals pel·lícules forenLevanta, voa e vamos (1986) d'Asdrubal Rebelo fou registrada com a coproducció amb Cuba, Caravana (1990) de Rogélio Paris fou la primera coproducció luso-angolesa, i O Miradouro da Lua (1992) de Jorge António. En 1999 es va reorganitzar l'aparell estatal angolès. El LNC i l'IAC foren dissolts i les seves funcions foren integrades a l'Instituto Nacional das Indústrias Culturais i des de 2002 s'incentives projectes d'una nova generació de realitzadors com Maria João Ganga, Mariano Bartolomeu i Zézé Gamboa. En 2003 fou creat el Instituto Angolano de Cinema, Audiovisuais e Multimédia (IACAM) i s'elabora un pla per recuperar, restaurar i conservar el patrimoni cinematogràfic d'Angola així com per restaurar la majoria de cinemes destruïdes durant la guerra. Les darreres pel·lícules angoleses de ressò internacional han estat O Herói de Zézé Gamboa, Na Cidade Vazia de Maria João Ganga i O Comboio da Canhoca d'Orlando Fortunato.